# Navia subpetiolata
Navia subpetiolata är en gräsväxtart som beskrevs av Lyman Bradford Smith. Navia subpetiolata ingår i släktet Navia och familjen Bromeliaceae. Inga underarter finns listade i Catalogue of Life.